# Project Alpha
|  | Denne artikel er oprettet af botten Steenthbot ud fra en ekstern database. Den kan derfor have sproglige fejl eller mangler. Denne skabelon kan fjernes efter kontrol af indholdet. |

Project: Alpha er en dansk animationsfilm fra 2009 instrueret af Christian Munk Sørensen, Matthias Bjarnason og Nicolai Slothuus efter deres manuskript.

## Handling
En astronaut-abes oplevelser i rummet.